# تلفات جنگ!
تلفات جنگ! (انگلیسی: Dogs of War!) یک فیلم کمدی صامت به کارگردانی رابرت اف. مک‌گاون و چهاردهمین فیلم از دارودسته ما است که در سال ۱۹۱۵ منتشر شد.

## بازیگران
- جو کاب
- جکی کاندون
- میکی دنیلز
- آلن هاسکینز
- مری کرنمن
- ارنی موریسون
- هارولد لوید
- جوبینا رالستون
- سمی بروکس
- ویلیام گیلسپی
- فرد سی. نیومیر
- لئو وایت
- والاس هاو